# Penrith (Inglaterra)
Penrith es una localidad y ciudad de mercado del Noroeste de Inglaterra, en el condado de Cumbria. En 2012 la población ascendía a 15.200 habitantes. Es sede administrativa del Distrito de Eden, y se sitúa en las inmediaciones del Distrito de los Lagos, a 5 km del mismo. 